# Симо Мраовић
Симо Мраовић (Кутина, 30. март 1966 — Загреб, 16. децембар 2008) био је хрватски песник и писац српског порекла.

## Биографија
Симо Мраовић је рођен 1966. године у Кутини. Детињство је провео у Јастребарском, а остатак живота у Загребу. На Филозофском факултету у Загребу студирао је филозофију, руски језик и књижевност. Писао је за више загребачких новина, а за телевизију је писао кратке сценарије. Сарађивао је и у издањима Српског културног друштва „Просвјета“ из Загреба, у чијим библиотекама му је штампао неколико дела. Ово Друштво му је постхумно, за допринос култури Срба у Хрватској, доделило награду "Сава Мркаљ". Био је члан шведског ПЕН центра, Друштва хрватских књижевника и Хрватског друштва писаца. Почео је објављивати 1984. Роман „Константин Богобојазни“ и збирка пјесама "Gmünd" преведени су на украјински и бугарски језик, „Константин Богобојазни“ објављен је и у Француској. Преводио је поезију с енглеског језика.
Сахрањен је по властитој жељу у селу Козарац, месту својих предака на Кордуну.

## Дела
- „Бајке за плажу“, Durieux, Загреб. 2007.  978-953-188-265-1.
- „Нула Нула“, Просвјета, Загреб 2006.
- „Украјинске бајке“ (уредник) Загре 2002.
- „Константин Богобојазни & сабране пјесме“, Duireux, Загреб 2003.
- „Константин Богобојазни: мањински роман“, Просвјета, Загреб 2002.
- „Лаку ноћ Гарбо“, Поп&Поп, Загреб, 2001.
- „Између усана“, Меандер, Загреб, 1997.
- „На земљи је сјена“, Меандер, Загреб 1994.
- „Римљанима недостаје милости“, Ревија, Осијек 1990.
- „Сезона отрова“, Кворум, Загреб 1986.